# Judgement Day (Beverly Hills, 90210)
Judgement Day is de twaalfde aflevering van het zevende seizoen van het tienerdrama Beverly Hills, 90210, die voor het eerst werd uitgezonden op 11 december 1996.

## Verhaal
Brandon en Steve zijn bij Milton om te praten over hun strafzaak. Er wordt verteld dat er een hoorzitting plaats zal vinden waar de zaak zal behandeld worden en uitspraak doen. Professor Randall zal de universiteit vertegenwoordigen. Steve blijft maar herhalen dat Brandon er niets mee te maken heeft maar Milton legt uit dat de zaak in behandeling is en dat hij er nu niets meer aan kan doen. Milton zegt wel dat als ze schuld bekennen dat er dan geen hoorzitting nodig is en dat hij de strafmaat mag bepalen. Steve is meteen verkocht en bekent schuld zodat hij niet voor hoeft te komen. Brandon daarentegen kan geen schuld bekennen aan iets waar hij geen schuld over heeft en wil het voor laten komen. De hoorzitting begint en Brandon en Randall staan tegenover elkaar. Randall wil bewijzen dat Brandon de scriptie af heeft gegeven en zo ook schuld heeft. Later zegt Randall dat Brandon Steve vaker heeft geholpen met hem te laten spieken bij Brandon tijdens examens. Brandon bestrijdt dit maar Randall laat een cijferlijst zien van een paar jaar geleden waaruit blijkt dat ze beide dezelfde punten hebben. Als Steve hiervan hoort kan hij bewijzen dat dit niet zo is omdat in het KEG-huis alle examens worden bewaard, en zo ook van Steve en daaruit blijkt dat Steve gezakt is voor dit vak en niet zoals de lijst van Randall waarop stond dat hij goede punten had. Als hij deze examens laat zien voor de hoorzitting dan is het duidelijk dat Randall gelogen heeft en wordt Brandon vrijgesproken. Later als ze het vieren in de Peach Pitt dan wordt het duidelijk dat de vriendschap tussen Bandon en Steve weer goed zal komen.
Mark is niet gerust als hij ziet dat Kelly telkens naar Brandon gaat om met hem te praten. Mark is zo jarig en Kelly wil een surprise feest geven en nodigt al de vrienden uit. Als het zover is dan blijkt al snel dat Mark hier een grote hekel aan heeft en trekt zich terug. Ook baalt hij ervan dat alle aandacht naar Brandon uitgaat in verband met de hoorzitting.
Donna brengt veel tijd door met David en voelen zich goed bij elkaar. De moeder van Donna is niet gelukkig met deze relatie en laat dat ook duidelijk merken, dit tot grote frustratie van Donna die boos wegloopt bij haar. Later gaat ze naar haar vader die wel positief is over de relatie en haar zijn zegen geeft. Felice komt later haar excuses aanbieden aan Donna. Valerie wil aan David vragen of hij zich nog steeds wil inkopen in haar club. Donna staat hier niet achter omdat ze bang is dat dit te veel druk geeft bij hem. Later biecht ze op dat ze bang is om David en Valerie bij elkaar te zien aangezien ze een relatie hebben gehad.

## Rolverdeling
- Jason Priestley - Brandon Walsh
- Jennie Garth - Kelly Taylor
- Ian Ziering - Steve Sanders
- Brian Austin Green - David Silver
- Tori Spelling - Donna Martin
- Tiffani Thiessen - Valerie Malone
- Joe E. Tata - Nat Bussichio
- Kathleen Robertson - Clare Arnold
- Michael Durrell - Dr. John Martin
- Dalton James - Mark Reese
- Jill Novick - Tracy Gaylian
- Katherine Cannon - Felice Martin
- Nicholas Pryor - Milton Arnold
- Scott Paulin - Professor Corey Randall